# Музей мистецтва колоніального періоду

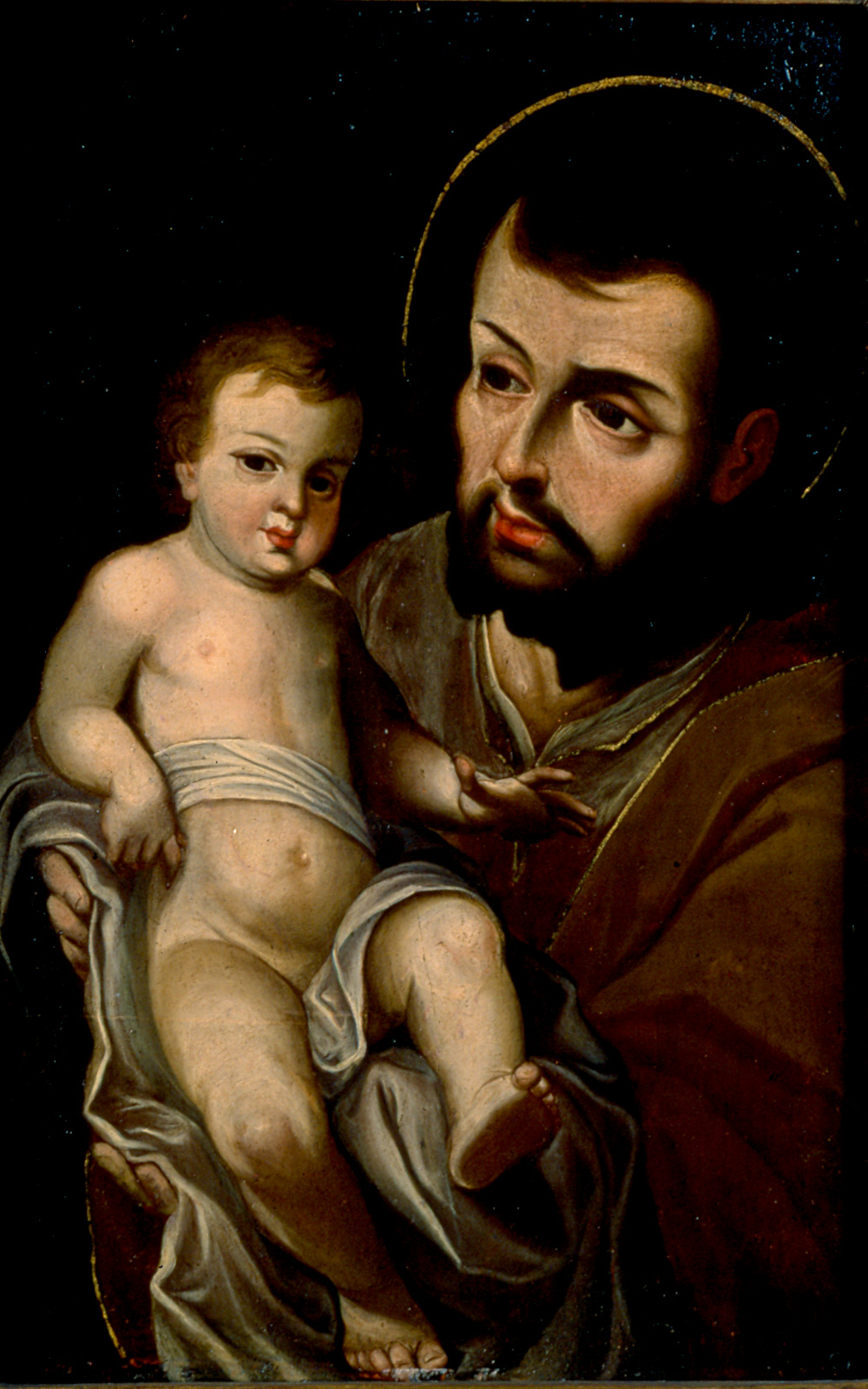
Грегоріо Васкес де Арсе-і-Себальос, «Святий Йосиф з немовлям»

Музей мистецтва колоніального періоду (ісп. Museo de Arte Colonial) — музей у місті Богота (Колумбія).

## Музей і колекція
Музей мистецтв колоніального періоду відкрито у 1942 році, він розмістився в будівлі XVII століття, в якому раніше знаходилась Національна бібліотека, а ще раніше — університет і єзуїтський коледж Святого Варфоломія. Будівля музею включено в список національних пам'яток Колумбії.
У колекції музею представлено живопис, різьблення по дереву, меблі, ювелірні вироби, книги і документи колоніального періоду (1492–1810 роки). Основою колекції музею є зібрання з 76 картин та 106 малюнків Грегоріо Васкеса де Арсе-і-Себальоса, одного з найвідоміших художників Нової Гранади.
Серед інших робіт можна виділити картини Анхеліно Медоро і портретну живопис сім'ї художників Фігероа.
Крім цього колекція музею включає в себе десятки виробів, прикрашених різьбленням і розписом школи Кіто і виконаних такими майстрами як Мігель-де-Сантьяго, Каспікара і Бернардо Легард. Також колекція включає кілька картин школи Куско зі сходу Перу, медальйони зі слонової кістки із Хуамангі (Перу), різьбу з Мексики і Центральної Америки на релігійну тематику, безліч картин із провінційних міст Нової Гранади, картини та малюнки із Італії, Іспанії та Фландрії, які відносять до робіт Корреджо, Хосе де Рібера і майстерні Рубенса.
У музеї також зберігаються колекції порцеляни і скла, старовинних музичних інструментів, а також колекція срібних і золотих виробів майстрів колоніальної епохи, яка включає кубки, чаші, корони, скіпетри, курильниці і інші предмети. 

## Галерея

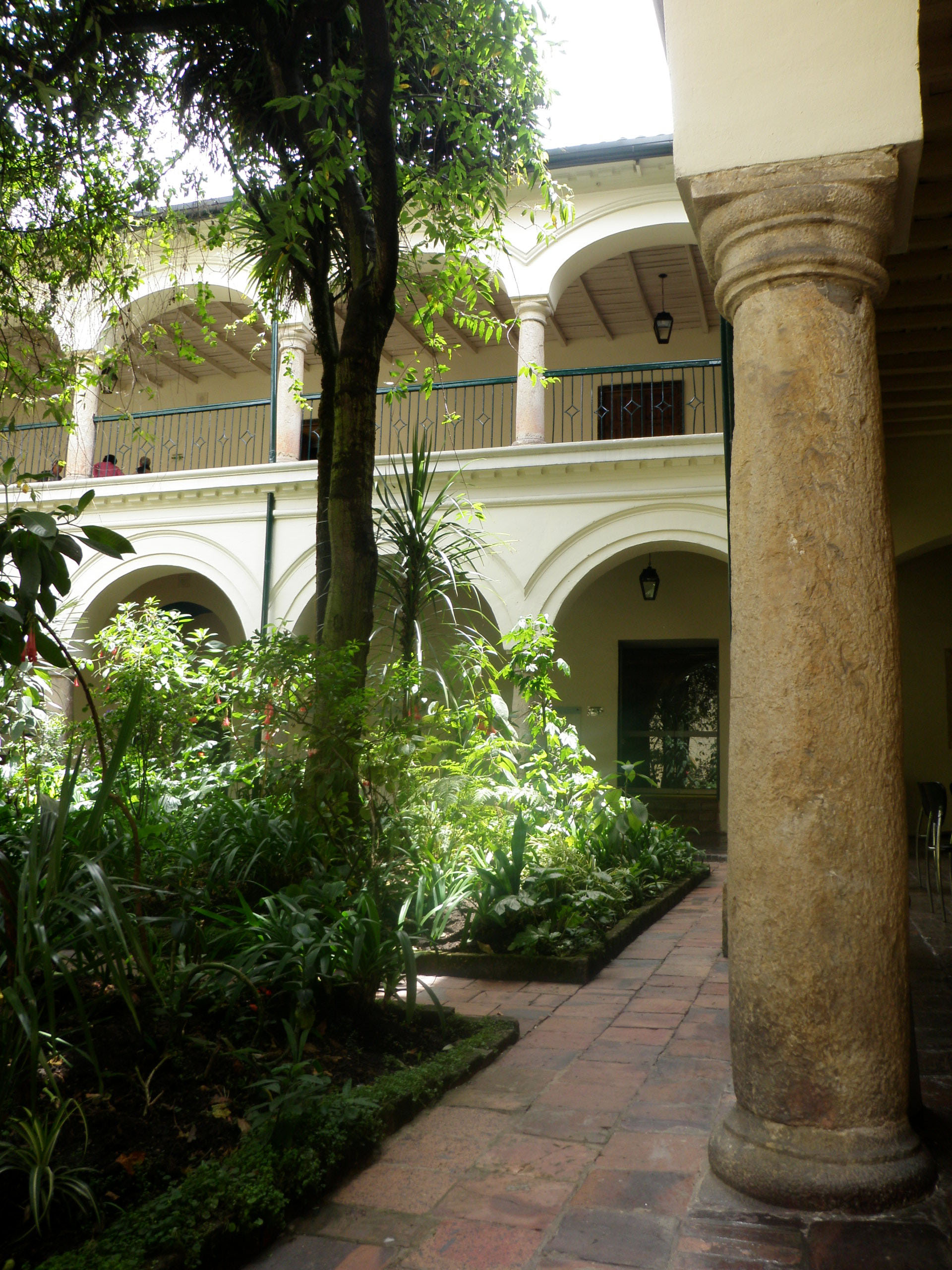
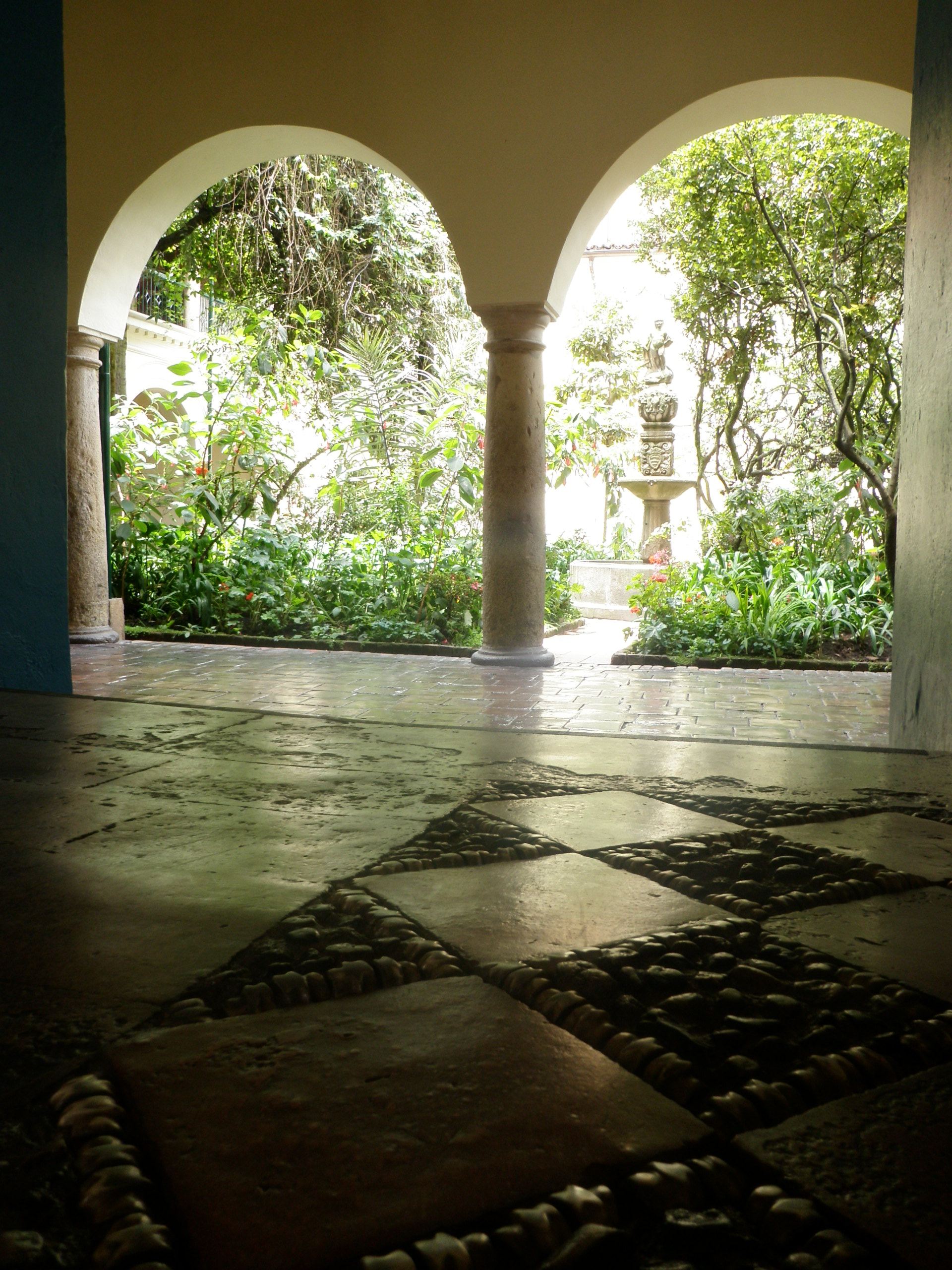
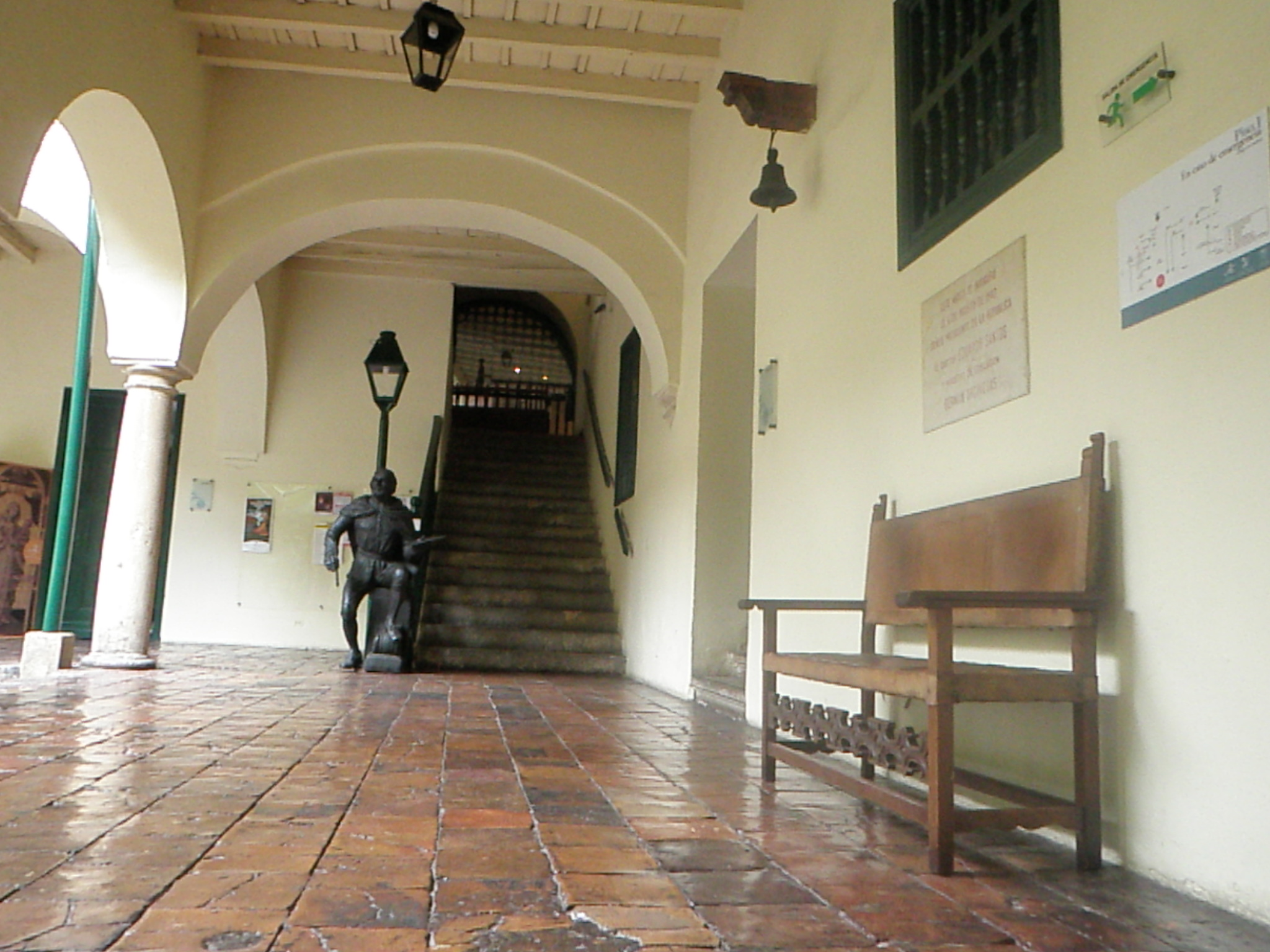
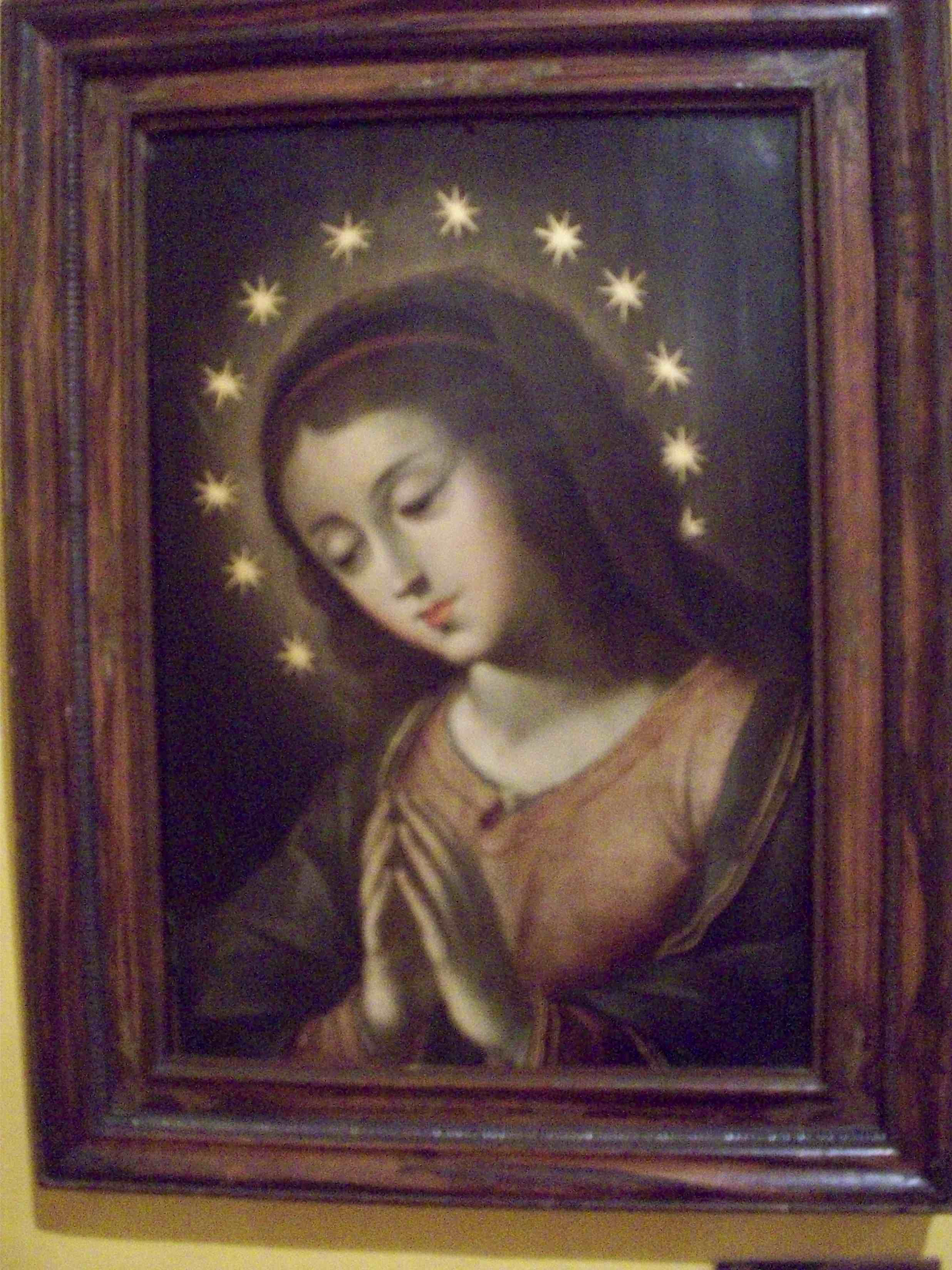
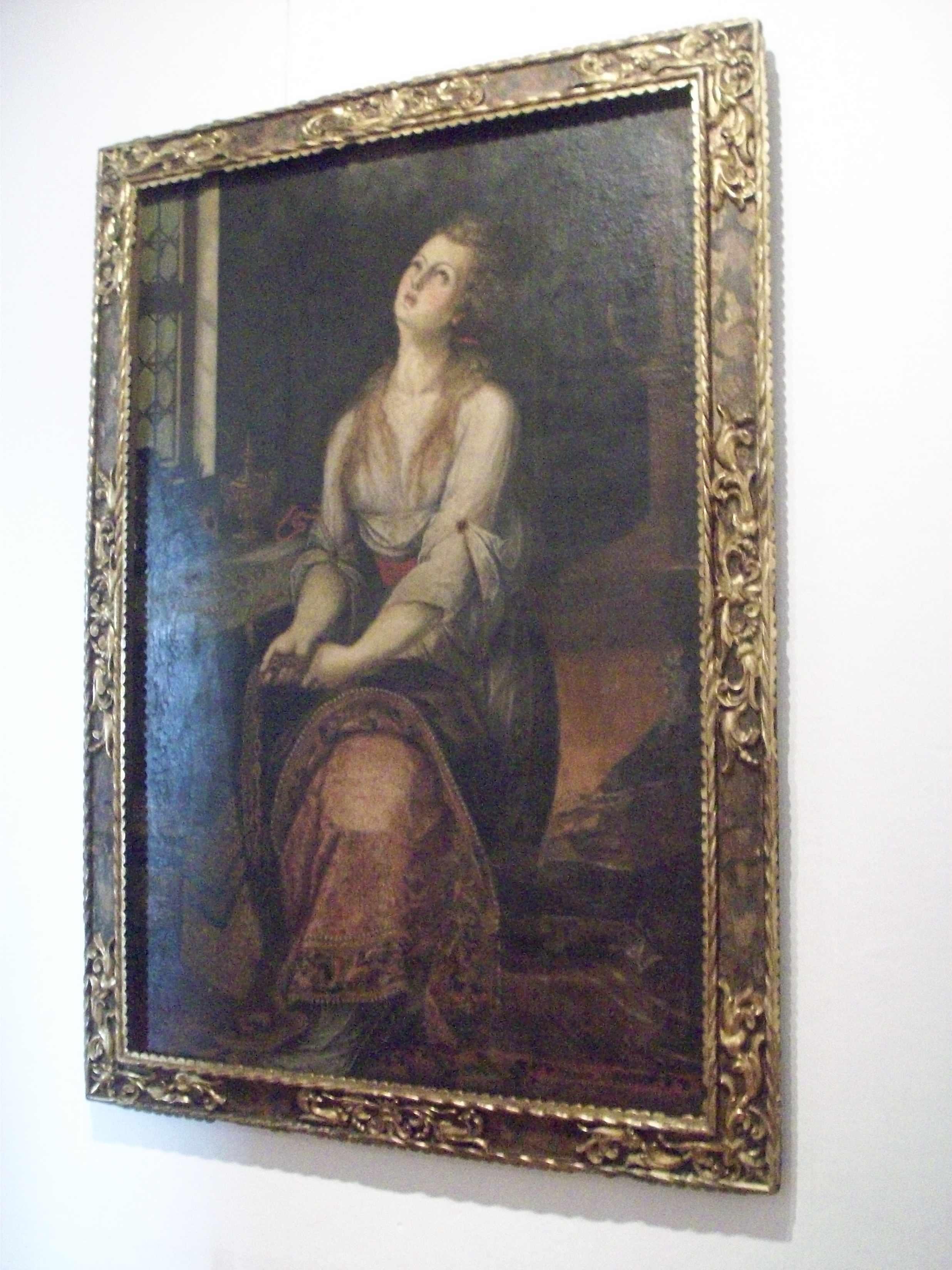
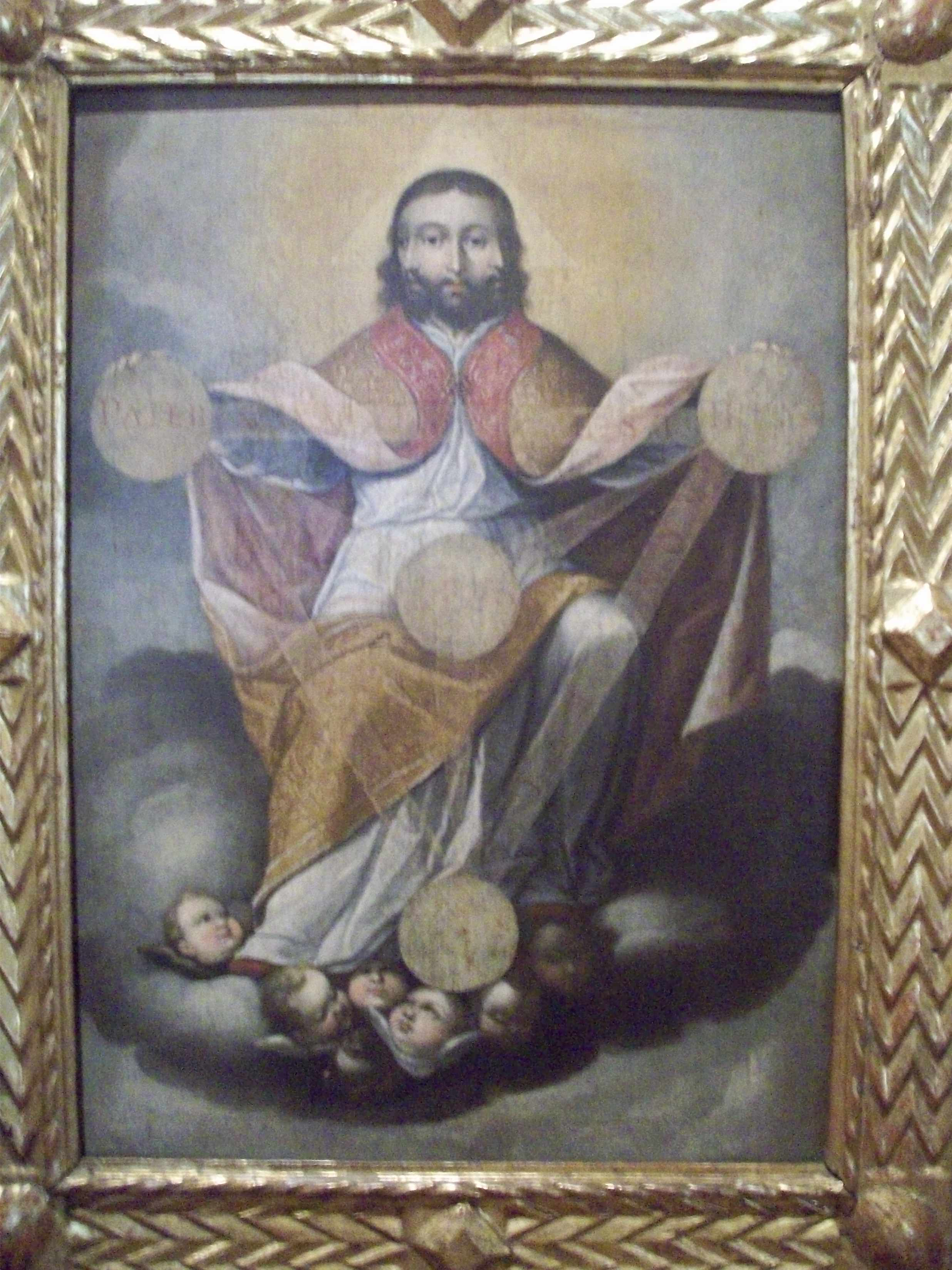
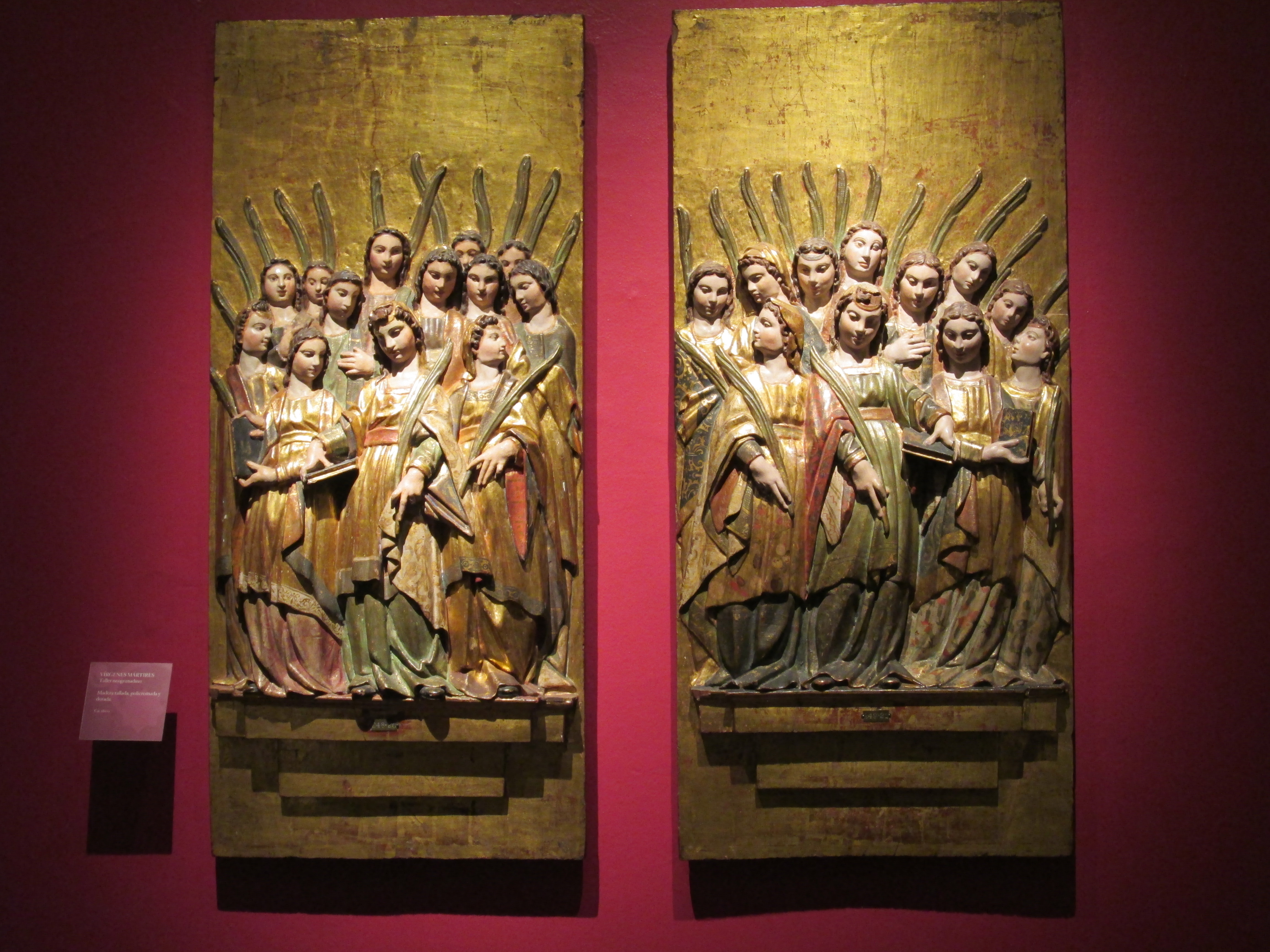